# Pokémonok listája
Ez a Pokémonok teljes listája, ami a Pokémon Ultra Sun & Ultra Moon verzió Pokédexének National Dex módjában jelenik meg. A lista lefedi a jelenlegi 1025 Pokémont, nagyjából az első megjelenésük sorrendjében. A Pokémonok többféle tulajdonság alapján rendezhetők sorrendbe a táblázatban. A listában a Pokémonok amerikai neve és a japán nevüknek három változata (japán jelekkel és kétféle latin betűs átírással) szerepel.
A Pokémonok "generációk" szerint is csoportosíthatók aszerint, hogy melyik játékban szerepelnek először. Az első 151 Pokémon, melyeket a Pokémon Red és Blue verziókban mutattak be, Kanto Pokédex számozás szerint szerepelnek, ami megegyezik az első 151 National Dex számozással. További 100 lény jelent meg, s így a Johto régió Pokédexében 251 Pokémon szerepel. A Hoenn régió Pokédexében ebből 134 új fajjal együtt, melyek a Pokémon Ruby és Sapphire verziókban debütáltak, ezzel 386-ra kiegészítve a listát. Végül a negyedik generáció 81/100 (először a játék történetében nem összes) fajt kombinált az összesen 107 új Pokémon közül 70/110 régivel a Sinnoh régió Pokédexében, a listát 493-ra kiegészítve. Az Unova régióban 155 új szörny érkezett, a Kalos régióban 75, végül az Alola régióban 85. Ezekkel együtt a jelenlegi pokédexben 807 Pokémon található. Az Unova régió játékai: Black, White, Black2, White2. A Kalos régió játékai: X ,Y, Omega Ruby, Alpha Sapphire. Az Alola régió játékai: Sun, Moon, Ultra Sun, Ultra Moon.
A Pokémon Ranger-ök Fiore és Almia régiókban Pokédex helyett a “Ranger Browser” nevű szerkezetet használják, de helytakarékossági okokból ezeknek a számozása nem szerepel a táblázatban.
A Pokémonok "családokba" is sorolhatók, az alapján, hogy milyen Pokémonokból (és/vagy tojásokból, kövületekből) fejlődnek ki (vagy születnek, kikelnek). Az elsődleges típusuk alapján is csoportosíthatók.
| ツタージャ |

| ジャノビー |

| ジャローダ |

| チャオブー |

| エンブオー |

*Ezeknek a Pokémonoknak az előző fejlődési szakaszuk maguknál egy generációval később jelentek meg a videójátékban (és a második generáció után). Ezek a Pokémonok csak különleges körülmények alatt kelnek ki a tojásból új formájukban.
**Wormadam Bogár/Fű-, Bogár/Föld- vagy Bogár/Acél típusú Pokémon is lehet a fejlődés során a nőstény Burmy által viselt köpenytől (cloak) függően.
†Ezeket a Pokémonokat nem lehet rendes játékmenet során elkapni a játék Ázsián kívüli verzióiban, bár Mew-t és Celebit meg lehetett szerezni a Red & Green és Crystal verziók japán változatában (Mew-t az előbbiben, Celebit az utóbbiban). Hivatalosan csak promóciós rendezvényeken vagy spin-off játékokból lehet megszerezni.
‡Manaphy csak a Fiore és az Almia régiókban található különleges tojásból kel ki. Ha tenyésztik, átlagos tojásokat rak, amiből Phione kel ki, de Phione nem tud Manaphy-vá alakulni.

## Fordítás
Ez a szócikk részben vagy egészben  a   List of Pokémon című angol Wikipédia-szócikk fordításán alapul.  Az eredeti cikk szerkesztőit annak laptörténete sorolja fel. Ez a jelzés csupán a megfogalmazás eredetét és a szerzői jogokat jelzi, nem szolgál a cikkben szereplő információk forrásmegjelöléseként.